# Vedea (Fluss)
Die Vedea (auch Râul Vedea) ist ein linker Nebenfluss der Donau in Rumänien.
Die Vedea entspringt in der Nähe von Făgețelu in den Vorbergen der Südkarpaten im Kreis Olt. Von dort fließt sie in südlicher Richtung durch die Kreise Argeș und Teleorman. Im Oberlauf durchfließt die Vedea ein hügeliges Gelände. Sie erreicht schließlich die Walachische Tiefebene, wendet sich nach Südosten und mündet 12 km östlich von Zimnicea in die Donau.
Die Vedea hat eine Länge von 224 km. Sie entwässert ein Areal von 5430 km². Ihr Einzugsgebiet grenzt im Westen an das des Olt und im Osten an das des Argeș. Städte am Flusslauf sind Roșiorii de Vede und Alexandria. Wichtigste Nebenflüsse der Vedea sind Cotmeana und Teleorman, beide von links.